# Gang Bang (canción)
«Gang Bang» es una canción interpretada por la cantante y compositora estadounidense Madonna, de su duodécimo álbum de estudio, MDNA (2012). Fue compuesta por Madonna, Mika, William Orbit, Priscilla Hamilton, Keith Harris, Jean-Baptiste, Don Juan Demarco «Demo» Casanova y producida por Madonna, Orbit y The Demolition Crew. Madonna citó al director estadounidense Quentin Tarantino como inspiración para la canción y reveló que lo quería como director del video musical del mismo.  Su producción cuenta con beats industriales y un desglose dubstep, y tuvo una recepción favorable por parte de la crítica, descrita como «una de las pistas más extrañas e interesantes del álbum» y una de las más destacables de Madonna.
Con una instrumentación basada en los géneros dance, electrónica y electropop, su letra trata sobre una mujer despreciada que se venga de su amante disparándole en la cabeza. El concepto lírico ha sido asociado con su divorcio de Guy Ritchie en 2008.

## Antecedentes e inspiración

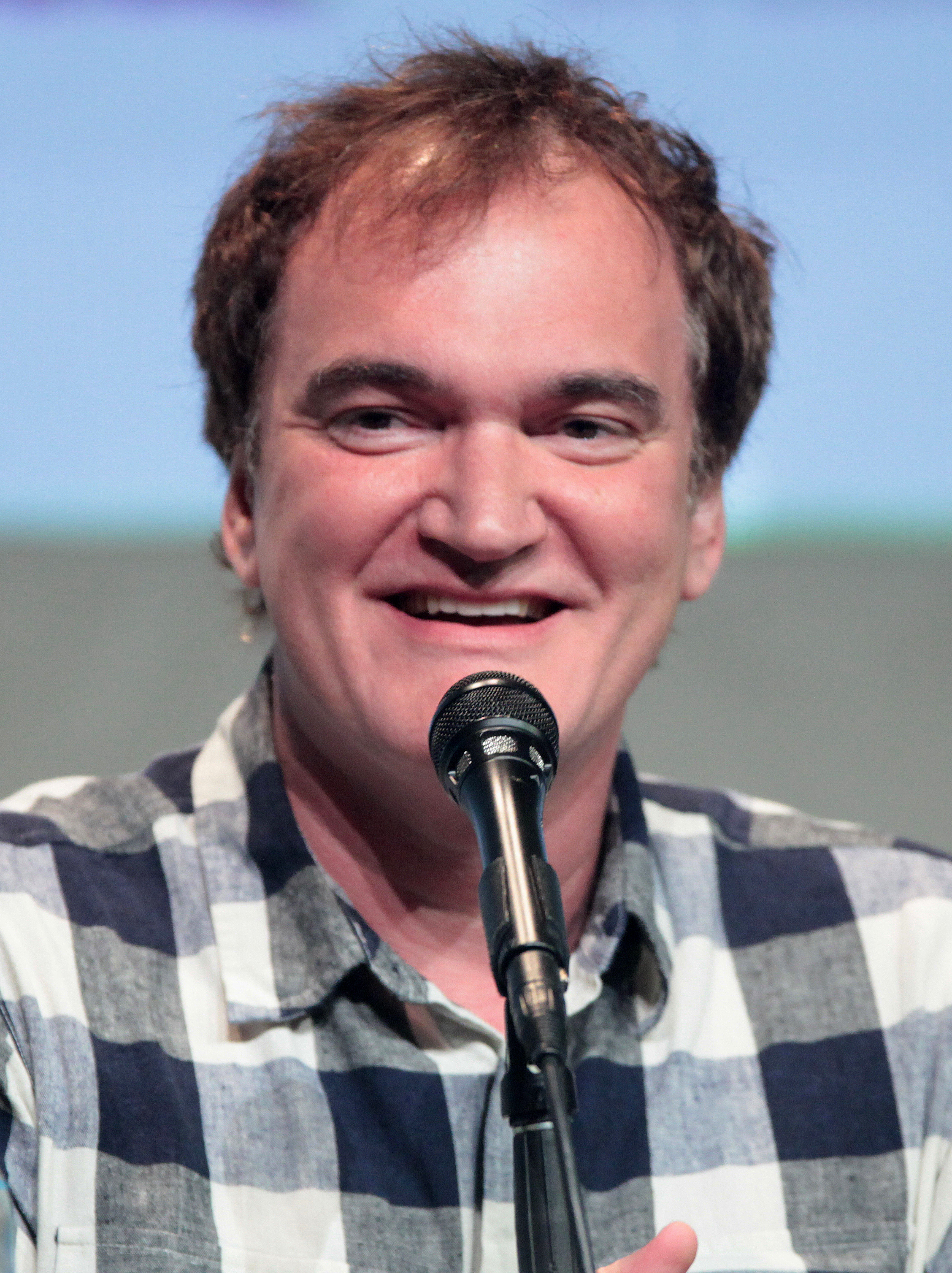
Madonna se inspiró en las películas de Quentin Tarantino para escribir la letra.

«Gang Bang» fue compuesta junto a William Orbit, quien también colaboró en canciones como «Ray of Light», «Frozen», «Beautiful Stranger», entre otras. Cuando MTV News entrevistó a Orbit acerca de su participación en el álbum, dijo que él y Madonna no prestaron mucha atención a la radio de éxitos contemporánea para centrarse en crear material fresco, alejado de las tendencias musicales pop de ese entonces.
Entre las pistas grabadas para el álbum, Madonna confirmó que «Gang Bang» formaría parte de la lista revelada en su sitio web oficial en febrero de 2012. El 8 de marzo, Mika, también compositor del tema, tuiteó: «era rara como la mierda, clandestina y líricamente genial; es asombrosa y extraña. Me encanta, suena tan bien cantando palabras tan duras». Ese mismo día, se lanzó un fragmento de la pista. Orbit también comentó positivamente, describiéndola como «agresiva», «divertida» y «oscura».
Madonna pensó en el director de cine estadounidense Quentin Tarantino para filmar un video musical y participar en la promoción de la canción. Sin embargo, cuando se le preguntó al respecto, Tarantino mostró desinterés en dirigir su videoclip.

## Composición
«Gang Bang» fue producida por Madonna, Orbit y The Demolition Crew, coescrita con Priscilla Hamilton, Keith Harris, Jean-Baptiste, Mika y Don Juan «Demo» Casanova, y grabada en los estudios 3:20 (Los Ángeles) y MSR (Nueva York). Es la pista más larga del álbum, con una duración de 5 minutos y 26 segundos. Su letra trata de una mujer que reúne a sus conocidos para buscar una venganza mortal contra su amante, relatando en diversos versos y estribillos: “Shot you dead, shot my lover in the head/I'm going straight to hell/And I've got a lot of friends there” antes de gritar, “Drive, bitch/Die, bitch!” —en español: «Te disparé, le disparé a mi amante en la cabeza/Me voy directo al infierno/Y tengo muchos amigos allí» y «¡Conduce, perra!/¡Muere, perra!»—. Termina con la línea: “If you're gonna act like a bitch/Then you're gonna die like a bitch” —«Si vas a actuar como una perra/Entonces morirás como una perra»—.
«Gang Bang» es una canción dance con un tono oscuro, electrónica, electropop y techno, con un desglose de dubstep en su octava central y beats industriales. Michael Cragg, de The Guardian, comentó que la pista «recuerda a su álbum de American Life en su combinación de géneros un poco incómoda». El escritor X. Alexander, de Idolator, comentó que el carácter sombrío de las líneas de “Bang, bang, shot you dead, shot my lover in the head” en el estribillo «nos da un recuerdo de su subestimada colaboración de Celebration con Lil Wayne, “Revolver” (2009)».

## Comentarios de la crítica
«Gang Bang» recibió elogios por la mayoría de la crítica. Cragg, de The Guardian, la describió como «una colección ridícula de efectos de sonido (como sirenas de policía o disparos) y una amenaza imponente que en realidad es bastante divertida de una manera un poco desquiciada». Neil McCormick, de The Daily Telegraph, la reseñó como una de las pistas más «extrañas» e «interesantes» del álbum, destacando la solidez en su ritmo techno. Bradley Stern, de MTV News, comentó que «no solo es uno de los momentos más culminantes de MDNA, sino también de toda la carrera de Madonna, retomando el papel de la despreciada cantante de “Thief of Hearts” (1992) de Erotica». Matthew Perpetua, de Pitchfork, la describió como una de las mejores producciones de Orbit, aunque también consideró la interpretación vocal como genérica y el bajo dubstep como poco entusiasta. Sin embargo, Nick Levine, de BBC Music, la llamó «una pieza absurda de basura pop».
Priya Elan, de NME, señaló que es «una porción de noir-house audazmente elaborada», con una «seriedad» impulsada por un deseo de venganza, y sugirió, además, que aborda de manera oscura y humorística, su divorcio de Ritchie. Sal Cinquemani, de Slant Magazine, la llamó «un corte destacado en el que Madonna retrata de manera bastante convincente a una novia abandonada convertida en mujer fatal en la línea de Beatrix Kiddo», y escribió que «se parece más a una toma de orina del fetiche de gánsteres de [Guy] Ritchie que a una glorificación de ello». Melinda Newman, de HitFix, la describió «una de las pistas más convincentes, cantada en un registro bajo y susurrante, detallando que le disparó a su amante en la cabeza, y que además, no se arrepiente. Es violenta y explícita, y es lo que Madonna solía representar: una sensación de peligro». Jim Farber, del New York Daily News, la calificó de «histórica» y afirmó que «podría ser la primera balada asesina en formato disco». Samuel R. Murrian, de Parade, la ubicó en el puesto 72 en su lista de las 100 mejores canciones de Madonna, calificándola como «una película de venganza de explotación grindhouse vintage en forma de una melodía», y agregó que «esta pista, vívidamente cinematográfica, se intensifica hasta que ella termina gritando al final. Es muy divertida».
«Gang Bang» entró en algunas listas de récords debido a las descargas digitales de MDNA. En Corea del Sur, debutó en el número 90 en la lista de descargas internacionales de Gaon Chart tras vender 3653 copias. En Francia, entró en la lista de SNEP, alcanzando también la posición 90, mientras que en Estados Unidos llegó al puesto 30 de la lista semanal Dance/Electronic Digital Song Sales de Billboard.

## Interpretación en directo y controversia

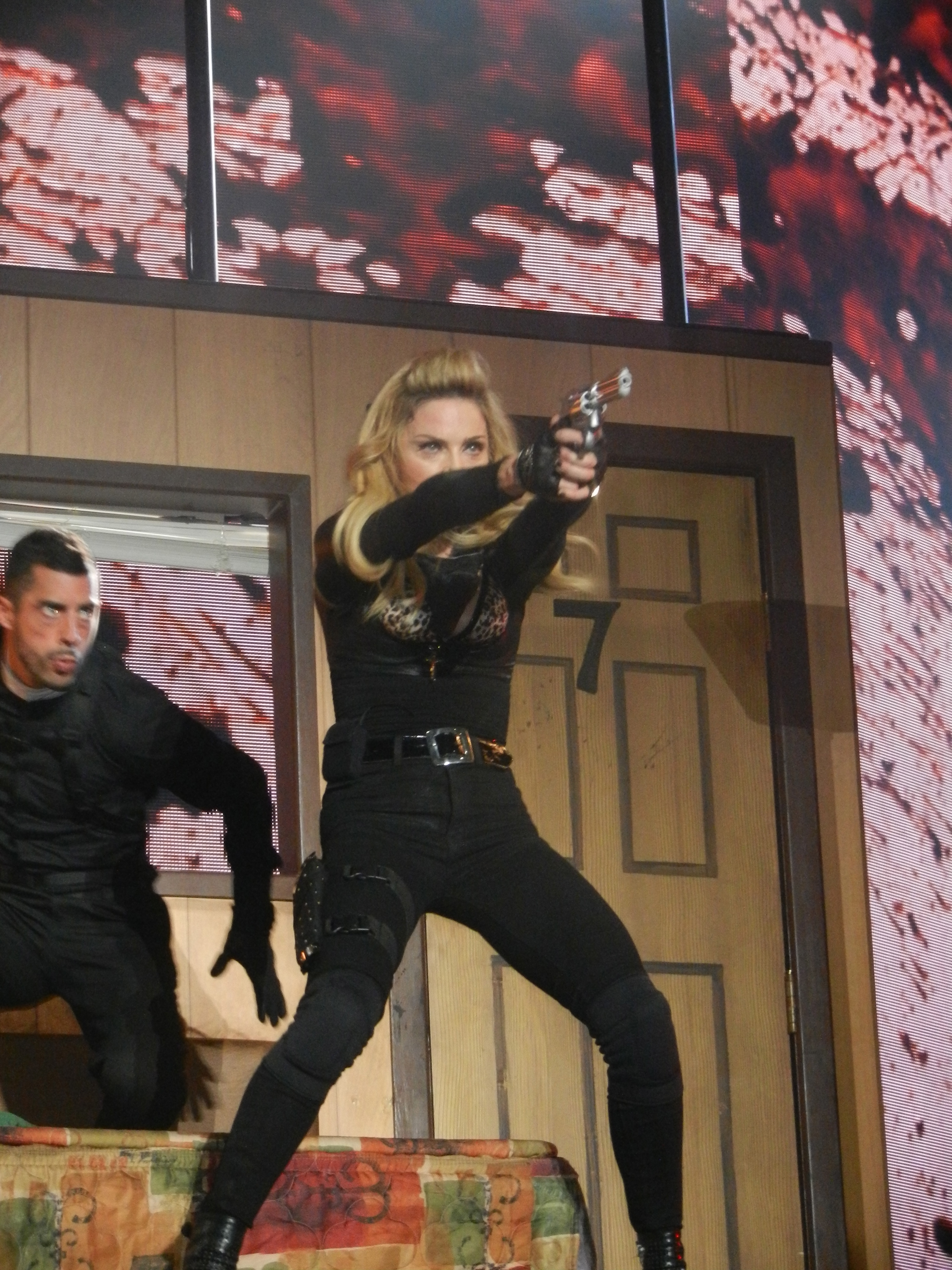
Madonna disparando un arma mientras interpretaba «Gang Bang» durante su gira The MDNA Tour, en 2012. Detrás de ella, se puede ver sangre salpicada en las pantallas de fondo.

«Gang Bang» se incluyó como la tercera canción en el repertorio de la gira musical The MDNA Tour. En la actuación, Madonna luchó contra varios bailarines mientras llevaba una pistola falsa en un escenario que representaba un motel en movimiento, mientras en las pantallas de fondo se proyectaban imágenes de salpicaduras de sangre. El espectáculo desconcertó al público, y fue objeto de críticas por parte de organizaciones como Mothers Against Guns, que instaron a la cantante a demostrar una mayor sensibilidad sobre el uso de armas. Un miembro del personal de su gira le comentó al HuffPost que Madonna preferiría cancelar el concierto que limitar su forma de expresión. Ella misma se explicó en una carta:

«No apruebo la violencia o el uso de armas. Más bien, son símbolos de querer parecer fuerte y encontrar una manera de detener los sentimientos que encuentro hirientes o dañinos. En mi caso, quiero detener las mentiras y la hipocresía de la iglesia, la intolerancia de muchas culturas y sociedades de mente estrecha que he experimentado a lo largo de mi vida y en algunos casos el dolor que he sentido por haberme roto el corazón».

En una entrevista de 2013 para Good Morning America, reiteró su postura: «eso sería como pedir que las películas de acción no incluyan armas. Las armas por sí mismas no matan gente; son las personas quienes lo hacen. Toda la primera parte de mi concierto fue similar a una película de acción, donde interpreté a una “super zorra” en busca de venganza».
Al revisar el DVD del álbum en vivo MDNA World Tour, Arnold Wayne Jones, de Dallas Voice, destacó la interpretación en directo, señalando que las proyecciones de sangre utilizadas son un recordatorio del carácter transgresor de la artista a lo largo de casi tres décadas. Por su parte, Entertainment Focus criticó a quienes se quejaron de la violencia en la presentación, replicando que Madonna siempre ha sido provocadora en sus espectáculos. Farber, además, destacó el entusiasmo con el que se ejecutó la coreografía, comparándola con las películas de Tarantino.
Saeed Saeed, de The National, estuvo de acuerdo con Farber, describiendo la actuación como un «juego de venganza». Glenn Gamboa, de Newsday, señaló que el espectáculo recordaba a una temporada de Dexter «condensada en cinco minutos», destacando las salpicaduras de sangre en las pantallas del escenario. Mario Tarradell comentó para el The Dallas Morning News que la presentación estaba meticulosamente organizada y transmitía el mensaje de que Madonna «no se dejaría frenar por obstáculos». Por otro lado, Andrew Matson, de The Seattle Times, opinó que la violencia fue tan exagerada que terminó «eclipsando» el resto del espectáculo.

## Posicionamiento en la lista
| Corea del Sur  | Gaon Chart | 90 |
| Francia        | SNEP       | 90 |
| Estados Unidos | Billboard  | 30 |

## Créditos y personal
- Madonna – compositora, productora, vocalista
- William Orbit – compositor, productor
- Mika – compositor
- Priscilla Renea Hamilton – compositor
- Keith Harris – compositor
- Don Juan "Demo" Casanova – compositor, productor, mezclador, batería y bajo
- Jean-Baptiste – compositor
- Stephen Kozmeniuk – compositor, editor, tecladista
- Michael Turco – sintetizadores adicionales

Fuentes: Discogs.